# Daniel Gallais
Pour les articles homonymes, voir Gallais.
Daniel Gallais est un peintre français, lithographe, designer, décorateur de théâtre et administrateur de salons artistiques né le 26 mars 1951 à Rennes.
Installé à Maffliers (Val-d'Oise) et Plufur (Côtes-d'Armor), il est le père du comédien Xavier Gallais.

## Biographie
Daniel Gallais est doublement amené à la peinture, d'une part par des recherches historiques qu'il effectue de 1978 à 1981 sur les impressionnistes, ce pour la rédaction du catalogue d'une exposition itinérante consacrée à Camille Pissarro qui lui est confiée par le musée de Pontoise, d'autre part par l'étude de l'art contemporain,.
Entrant dans le monde des Salons parisiens avec la médaille d'or qui lui est décernée en 1984 pour sa première participation au Salon des artistes français, il commence à fréquenter alors, en son atelier situé au dessus du théâtre du Vieux-Colombier, le peintre Jean Cluseau-Lanauve, président du Salon du dessin et de la peinture à l'eau, pour intégrer le comité de ce dernier Salon en 1985. C'est ensuite Michèle Battut, présidente de la section peinture du Salon des artistes français, qui fait appel à sa collaboration.

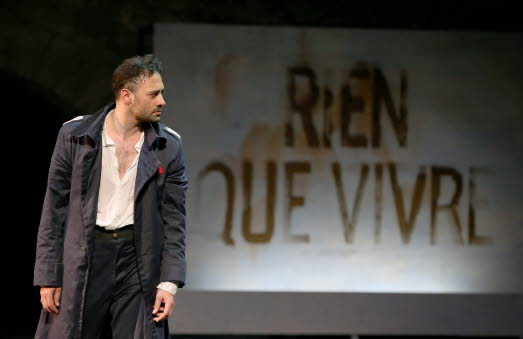
Xavier Gallais, fils de l'artiste.

Son fils, le comédien Xavier Gallais (né en 1976) avec qui il travaille la scénographie, évoque « une relation fusionnelle, passionnelle entre eux », sa vocation pour le théâtre ayant été éveillée par ses parents dès l'enfance. 
Son autre fils,  Benjamin Gallais, est psychologue clinicien et professeur en santé psychologique et neuropsychologique à l’Université du Québec à Chicoutimi (UQAC), où il développe des recherches sur la santé mentale étudiante et les maladies neuromusculaires.
Nommé président du Salon du dessin et de la peinture à l'eau pour la 50e édition de celui-ci en février 2018 au Grand Palais de Paris, son projet novateur d'élargir les œuvres à d'autres supports que le papier énonce une volonté d'élargir l'accueil à de nouveaux artistes : « J'ai souhaité », confirme-t-il, « donner un nouveau souffle au salon en l'ouvrant à presque tous les supports de création comme la toile, le contreplaqué, le medium, le plexi, la tôle, à condition qu'ils soient marouflés de papier et sous-verre. Ce qui a permis de faire venir ou revenir de nombreux artistes dont certains créent une œuvre spécifique pour le salon ».
Pratiquant la technique mixte sous verre et le glacis à l'huile sur bois, il est également praticien et défenseur de la lithographie à laquelle il a consacré des conférences dans le cadre de ses expositions personnelles.

## Œuvres

### Fresques murales
- Riyad :
  - Grand auditorium : fresque, 360 m2, coréalisée avec Bernard Vercruyce et Maguy Parot ;
  - Palais du prince Fouad : fresque, 160 m2, coréalisée avec Françoise David-Leroy.

### Décors de théâtre
- Les Nuits blanches de Fiodor Dostoïevski, mise en scène de Xavier Gallais, avec Dominique Pinon et Tamara Krcunovic, théâtre de l'Atelier, Paris, 2006 ; théâtre des Béliers, festival d'Avignon, puis tournée en France, 2009.
- Les Petits carrés de Valérie Lévy, mise en scène de Wally Bajeux, théâtre du Petit Chien, festival d'Avignon, 2006.

## Expositions

### Expositions personnelles
- Château de Maffliers, avril-juin 1991.
- Daniel Gallais - Cinquante tableaux, trente ans de peinture, manoir de Maffliers, avril-mai 2011[2],[7].
- Hôtel de Mézières, Eaubonne, octobre 2012.
- Salle Anne-de-Bretagne, Pleyber-Christ, juillet-août 2013[8],[9].
- Office culturel Ti an Holl, Plestin-les-Grèves, juillet-août 2014[10].
- Maison Prébendale, Saint-Pol-de-Léon, juillet-septembre 2015[11],[12].
- Manoir-hôtel de ville de Maffliers, avril-mai 2018.
- Espace Jacques-Prévert, Mers-les-Bains, octobre-novembre 2021[1].

### Expositions collectives
- Salon des artistes français, Paris, à partir de 1984.
- De Bonnard à Baselitz, dix ans d'enrichissements du cabinet des estampes, 1978-1988, Bibliothèque nationale de France, Paris, 1992[13].
- Salon d'automne international de Lunéville, espace culturel Erckman, Lunéville, octobre 2005[14], octobre 2014[15].
- Anne Loubry, Daniel Gallais, Barbara Soïa, Fondation Taylor, Paris, octobre-novembre 2008.
- XXXIIe Salon de peinture de Plougasnou, 2013[16].
- Daniel Gallais, François Bhavsar, Maya Dagnino, espace Beaurepaire, Paris, janvier-février 2014[17].
- 32e Salon du chêne d'Autin, Daniel Gallais invité d'honneur, Draveil, novembre 2014[18].
- Salon des Arts, le Dôme, Pontoise, octobre 2017[19].
- Daniel Gallais, Dan Jacobson, Bernard Vercruyce, manoir de Maffliers, avril-mai 2018.
- Minsk-Paris, galerie d'art Mikhail Savitsky, Minsk, décembre 2019 - janvier 2020.
- 52e Salon Île-de-France, Daniel Gallais (peinture) et Sophie Susplugas (sculpture) invités d'honneur, espace des Colonnes, Bourg-la-Reine, janvier-février 2020.

## Réception critique
- « Connu pour ses deux procédés favoris qui sont la technique mixte présentés sous verre et le glacis à l'huile sur bois, dont il est un des meilleurs défenseurs actuels, Daniel Gallais est un formidable paysagiste. Il est aussi designer et décorateur, particulièrement actif dans le monde du théâtre, accompagnant son fils, le célèbre comédien et metteur en scène Xavier Gallais, dans une démarche de création globale mettant en avant ses qualités de composition spatiale. En tant que peintre, on relève chez lui un souci de mise en scène semblable à celui d'un réalisateur. Très cinématographique dans sa manière d'aborder les sujets, sens du cadrage et de la profondeur font de chacun de ses plans un modèle de construction. D'un traitement sobre mais toujours méticuleusement juste, son univers épuré séduit par sa sensibilité immédiate, évoquant le rêve et le mystère — les tons froids et sombres dominent sa peinture — tout en appelant à lui la vie et les passions réelles du spectateur. » - Thibaud Josset[20]

## Collections publiques
- Cergy-Pontoise, conseil départemental du Val-d'Oise, hôtel de département : douze œuvres dont La cathédrale d'Amiens, 1986, peinture[3].
- Metz, conseil départemental de la Moselle : plusieurs œuvres.
- Paris, département des estampes et de la photographie de la Bibliothèque nationale de France :
  - Les Planches de Deauville, 1983, lithographie originale, éditions Terre des Arts, l'un des 275 exemplaires[13].
  - Le Chemin de l'école, 1983, lithographie originale, éditions Terre des Arts.
  - Le Bouquet, 1989, lithographie originale, éditions Terre des Arts.

## Fonctions et récompenses

### Fonctions

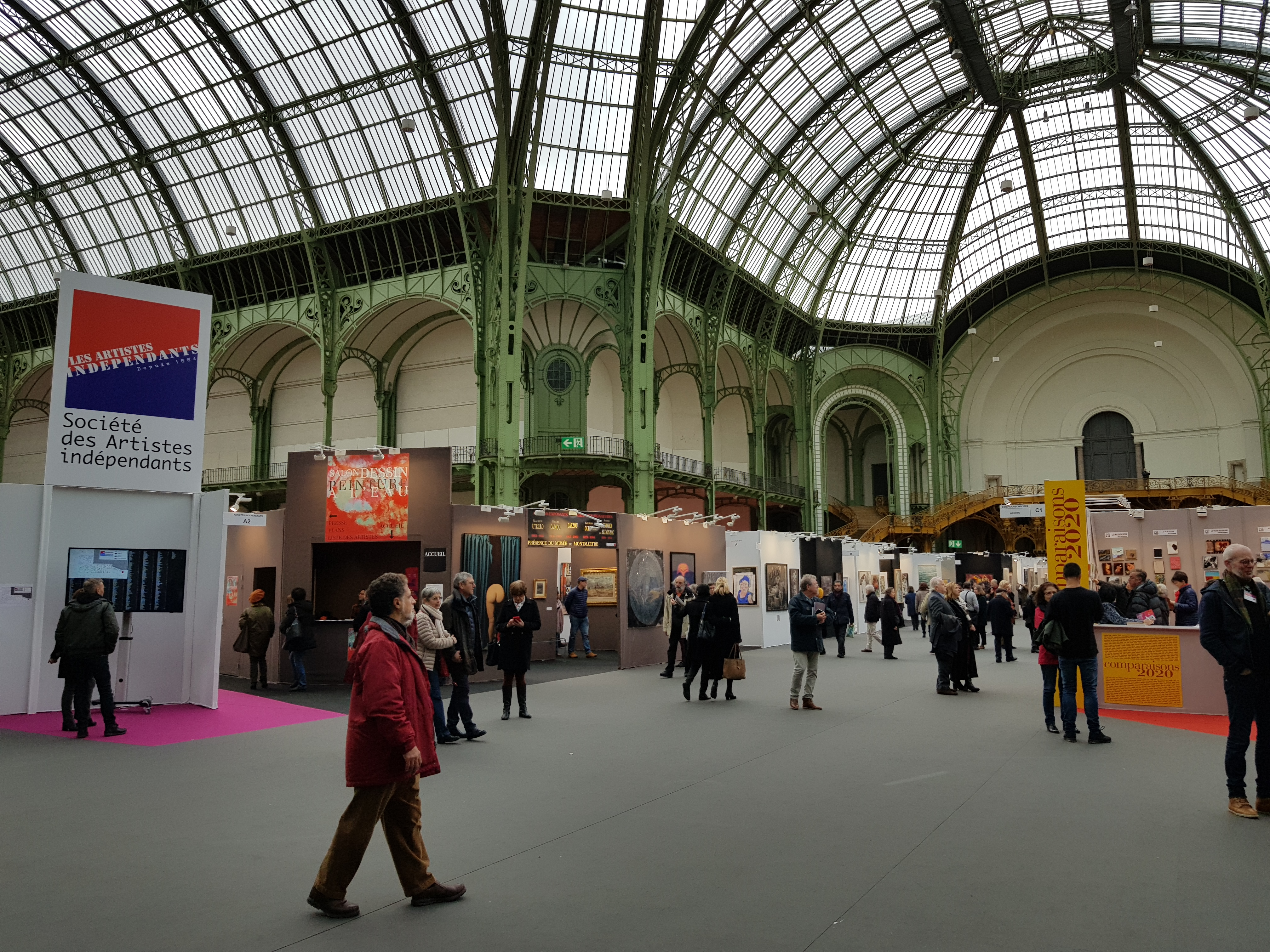
Art Capital, 2020, Paris, Grand Palais.

- Président-fondateur de la Société des artistes plasticiens du Val-d-Oise, 1988.
- Vice-président fondateur du Comité de défense du Grand Palais, 1989.
- Secrétaire général de la Fédération des salons historiques du Grand Palais[20].
- Cofondateur d'Art Capital (réunion du Salon des artistes français, du Salon du dessin et de la peinture à l'eau, du Salon des indépendants et du Salon Comparaisons), 2006[21].
- Membre d'honneur de la Société française de l'aquarelle.
- Président du Salon du dessin et de la peinture à l'eau, à partir de 2018.

### Récompenses
- Médaille d'or du Salon des artistes français, 1984 (première participation)[3].